# Bahnhofstrasse (Zurych)

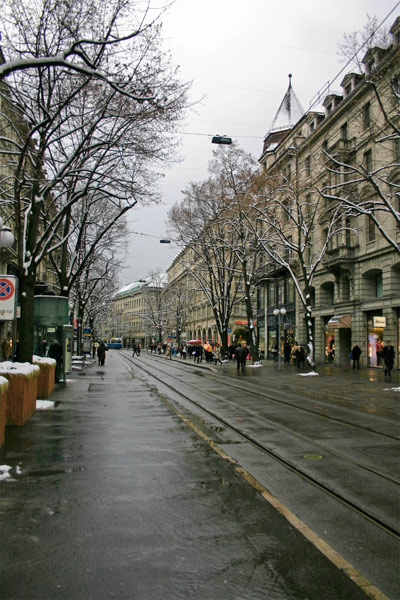
Bahnhofstrasse

Bahnhofstrasse (pl. ul. Dworcowa) – ulica w Zurychu o długości 1,5 km, łącząca dworzec kolejowy Zürich Hauptbahnhof, od którego pochodzi jej nazwa, z brzegiem Jeziora Zuryskiego. Jest najelegantszą ulicą handlową Szwajcarii i jedną z najbardziej prestiżowych na świecie. Skupiły się przy niej magazyny "haute couture" i sklepy oferujące najbardziej luksusowe towary: biżuterię i zegarki, futra, antyki i dzieła sztuki. Ocieniona szpalerem lip, wyłączona z ruchu kołowego, stanowi trakt spacerowy. Przy Bahnhofstrasse niedaleko dworca kolejowego mieści się obserwatorium astronomiczne Urania.